# M'Rara
M'Rara est une commune de la wilaya d'El M'Ghair  en Algérie.

## Géographie

### Situation
Le territoire de la commune de M'Rara est situé au nord-ouest de la wilaya (à vérifier)
| Tendla                          | Tendla                       | Djamaa      |
| Ras El Miaad (wilaya de Biskra) | M'Rara                       | Djamaa      |
| El Allia (wilaya de Ouargla)    | El Allia (wilaya de Ouargla) | Sidi Amrane |

### Localités de la commune
La commune de M'Rara n'est composée que d'une localité : M'rara.